# 俞志宏
俞志宏（1964年4月—），男，汉族，浙江金华人。中华人民共和国政治人物。1985年8月参加工作，1984年11月加入中国共产党。1985年毕业于浙江大学电机工程学系电力系统及自动化专业，浙大在职研究生学历，管理学硕士。

## 简历
1992年8月，任中共嘉兴市秀城区塘汇乡党委书记。2000年8月，任嘉兴经济开发区管委会主任。2005年10月，任中共海宁市委书记。2010年，任杭州市副市长。2011年5月，任杭州副市长、钱江新城建设指挥部（钱江新城建设管委会）党委书记、总指挥、主任。2011年11月，任杭州市副市长、中共萧山区委书记。2013年3月，任中共绍兴市委副书记、绍兴市代市长，4月任绍兴市市长。
2016年11月，任浙江省交通投资集团董事长、党委书记。